# Alberta Citylink
Alberta Citylink — канадская авиакомпания местного значения со штаб-квартирой в Медисин-Хат (Северо-Западные территории), выполняющая чартерные пассажирские перевозки главным образом в Международный аэропорт Калгари, а также по небольшим населённым пунктам территории.

## История
Авиакомпания Alberta Citylink была образована в 1996 году и несколько месяцев спустя в рамках партнёрских соглашений с авиакомпаниями Air BC и Air Canada начала выполнение авиарейсов в Альберту и восточную часть Британской Колумбии. В 2000 году Air Canada расторгла код-шеринговый договор, однако Alberta Citylink продолжила регулярные перевозки в партнёрстве с другой компанией Peace Air, выполнявшиеся вплоть до 2004 года.
С 2004 года после окончания действия партнёрских соглашений с двумя региональными компаниями Alberta Citylink сосредоточилась на чартерных перевозках, обеспечивающих главным образом нужды нефтедобывающих компаний провинции Альберта.
В авиакомпании работает 20 сотрудников.

## Флот
По состоянию на март 2007 года воздушный флот авиакомпании Alberta Citylink составляли следующие самолёты:
- BAe Jetstream 31 — 1 единица;
- BAe Jetstream 32 — 2 единицы.